# ليونيلو مانفريدونيا
ليونيلو مانفريدونيا (بالإيطالية: Lionello Manfredonia)‏ (مواليد 27 نوفمبر 1956) هو لاعب كرة قدم. يلعب مع منتخب إيطاليا لكرة القدم. سبق له أن لعب في كأس العالم لكرة القدم مع منتخب بلاده.

## مسيرته الكروية
لعب ليونيلو مانفريدونيا خلال مسيرته الاحترافية مع 3 أندية في خمسة عشر موسمًا وسجل خلالها 19 هدفًا ضمن 325 مباراة. ولم يفز بأي موسم بالكأس وفاز في موسم واحد بالدوري.
خاض ليونيلو مانفريدونيا مسيرته مع نادي لاتسيو في موسم 1975–76 ليلعب معه عشرة مواسم، مشاركًا في 201 مباراة سجل خلالها 8 أهداف. ثم انتقل إلى نادي يوفنتوس في موسم 1985–86 ولمدة موسمين، حيث شارك في 51 مباراة سجل خلالها 7 أهداف. لينتقل بعدها إلى نادي روما في موسم 1987–88 واستمر معه طيلة ثلاثة مواسم، مشاركًا في 73 مباراة سجل خلالها 4 أهداف.

## روابط خارجية
- ليونيلو مانفريدونيا على موقع الاتحاد الدولي (مؤرشف)  (الإنجليزية)
- ليونيلو مانفريدونيا على موقع الاتحاد الأوربي (الإنجليزية)
- ليونيلو مانفريدونيا على موقع قاعدة بيانات كرة القدم.إي يو (الإنجليزية)
- ليونيلو مانفريدونيا على موقع ناشيونال فوتبول تيمز (الإنجليزية)
- ليونيلو مانفريدونيا على موقع Soccerway.com (الإنجليزية)
- ليونيلو مانفريدونيا على موقع عالم كرة القدم.نت (الإنجليزية)